# Toshimi Kikuchi
Toshimi Kikuchi (jap. 菊池 利三 Kikuchi Toshimi; ur. 17 czerwca 1973) – japoński piłkarz występujący na pozycji obrońcy.

## Kariera klubowa
Od 1992 do 2002 roku występował w klubach Tokyo Verdy, Gamba Osaka, Sanfrecce Hiroszima i Omiya Ardija.